# Burni Keruh (berg i Indonesien, lat 4,37, long 96,81)
Burni Keruh är ett berg i Indonesien.   Det ligger i provinsen Aceh, i den västra delen av landet, 1 600 km nordväst om huvudstaden Jakarta. Toppen på Burni Keruh är 1 755 meter över havet.
Terrängen runt Burni Keruh är kuperad åt nordost, men åt sydväst är den bergig. Terrängen runt Burni Keruh sluttar norrut.Runt Burni Keruh är det glesbefolkat, med 18 invånare per kvadratkilometer. I omgivningarna runt Burni Keruh växer i huvudsak städsegrön lövskog.